# 弗兰克·豪博尔德
弗兰克·奥托·豪博尔德（英語：Frank Otto Haubold，1906年3月23日—1985年3月1日），美国男子竞技体操运动员。他曾代表美国获得1932年夏季奥运会体操比赛男子团体全能银牌和鞍马铜牌。

## 家庭
妻子艾尔玛·豪博尔德也是体操运动员。